# Passo Montevacà
Il passo Montevacà si trova nel comune di Bedonia e dà il nome all'omonima frazione. Collega le valli del Taro e del Ceno e la frazione di Ponteceno al resto del paese.
La zona fu scenario di alcuni episodi della Resistenza italiana. Sul valico è posta una lapide in memoria dell'imboscata che i partigiani tesero ai fascisti durante la seconda guerra mondiale.